# Nosoträsh
Nosoträsh es una banda española de indie pop, creada en Gijón en 1994 que formó parte del movimiento cultural Xixón Sound.

## Trayectoria
La banda se formó en Gijón en 1994. Estaba compuesta por seis mujeres: Beatriz Concepción, Covadonga de Silva (que hasta 1993 había formado parte del grupo Penélope trip), Malela Durán, Montse Álvarez, Natalia Quintanal y Eugenia Gancedo (que abandonó el grupo en 1999).
En 1996, publicaron su primer CD-single con el sello independiente Astro. En 1997, RCA Records editó sus primeros EPs. En 1998, se lanzó su disco Nadie hablará de... Nosoträsh.
En 1999, cambian a la discográfica Elefant Records, con quienes editaron el sencillo Hacia El Sur, que llegó a formar parte de la lista de los discos más solicitados en la tienda londinense de Rough Trade Records, además de ser reproducido con frecuencia en algunos programas de la BBC inglesa.
En abril de 2000, Nosoträsh publicó su segundo álbum, Mi vida en un fin de semana, con el productor de grupos como St Etienne o Trembling blue Stara, Ian Catt. Dos años después, su tercer disco, titulado Popemas, llegó a sonar en países como Taiwan.
En 2005 publicaron el disco Cierra la puerta al salir. Además, en 2017 grabaron una nueva canción en estudio.

## Reconocimientos
En 1995, Nosoträsh ganó el primer premio en el concurso de maquetas que organizaba la revista musical Rockdelux. Gracias a ello, la banda fue fichada por la multinacional RCA Records. En 1997, Nosoträsh fue elegido como el grupo revelación del año por los oyentes del programa Viaje a los sueños polares de Los 40 Principales.
Su segundo disco, Mi vida en un fin de semana, fue nombrado uno de los mejores del 2000 por publicaciones como Rockdelux y Mondosonoro. En 2002, su tercer disco, Popemas, fue nombrado el mejor disco del año por los lectores de la revista Rockdelux y uno de los mejores de la década de los 2000 por Jeneisaspop. Ese mismo año, el videoclip de su tema “Arte”, realizado por Les Nouveaux Auteurs, fue reconocido con el premio al mejor videoclip nacional en los premios MTV España.

## Discografía

### Álbumes
- Nadie hablará de... Nosoträsh (1997).
- Mi vida en un fin de semana (2000).
- Popemas (2002).
- Cierra la puerta al salir (2005).

### EP
- Maqueta (1996).
- Aterrizar (1997).
- Punk Rock City (1997).
- Gloria (2003).

### Sencillos
- Mis muñecas (1998).
- Poupée de cire, poupée de son (versión, 1998).
- Sintasol (1998).
- Hacia el sur (1999).
- Maldito espejo (2000).
- Pez (2007).